# Mallahle
El Mallahle, també anomenat Mallali, Sorc -Ali o Sorc-Alli, és un estratovolcà que es troba molt proper a la frontera entre Eritrea i Etiòpia, dins la depressió Danakil. Té una caldera de 6 km d'amplada i el seu cim s'eleva fins als 1.875 msnm. Està cobert de colades de lava de riolita i basalt i es desconeix quan va tenir lloc la seva darrera erupció.